# Goethe-Institut
Goethe-Institut este o organizație cu scop nelucrativ, având sediul în München. Principalele sale misiuni sunt: promovarea învățării limbii germane ca limbă străină, favorizarea cooperării culturale internaționale și mijlocirea unei imagini cuprinzătoare a ceea ce reprezintă Germania astăzi.
Institutul a fost numit după Johann Wolfgang von Goethe, poet, romancier și dramaturg german. 

## Activitatea
Goethe-Institut a fost fondat în anul 1925 sub numele de Deutsche Akademie (DA) și urma să servească perfecționării profesorilor străini de limbă germană.  Astăzi este reprezentat în 81 de țări ale lumii prin 159 de institute, dintre care 13 în Germania, și numără circa 3.300 de angajați. Goethe-Institut este finanțat de guvernul național al Germaniei. Bugetul său anual este de circa 278 de milioane de euro.

## Președinți aiGoethe-Institut
- Kurt Magnus (1951–1962)
- Max Grasmann (1962–1963)
- Peter H. Pfeiffer (1963–1971)
- Hans von Herwarth (1971–1977)
- Klaus von Bismarck (1977–1989)
- Hans Heigert (1989–1993)
- Hilmar Hoffmann (1993–2001)
- Jutta Limbach (2002-2008)
- Klaus-Dieter Lehmann (2008-2020)
- Carola Lentz (2020-2024)[4]
- Gesche Joost (în funcție din 2024)[5]

## Goethe-Institut Rumänien

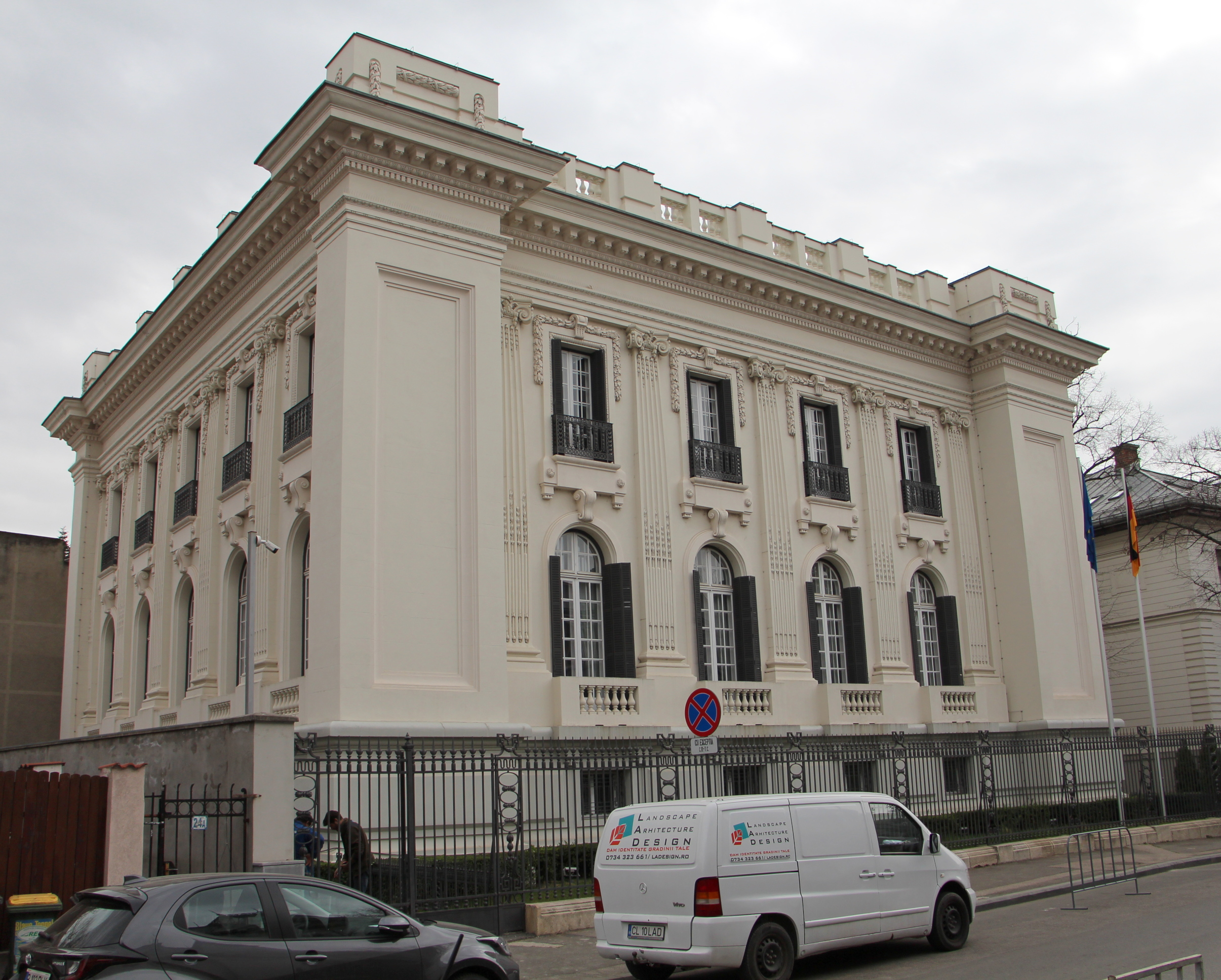
Fostul sediu de pe strada Henri Coandă nr. 22, în prezent reședința ambasadorului Germaniei

Goethe-Institut Rumänien are sediul în București, pe Calea Dorobanți 32. Goethe-Institut din București este angajat în prezentarea și schimbul dezvoltărilor inovatoare în toate disciplinele culturale. Prioritar este discursul pentru întărirea societății civile. Un alt punct esențial al activității noastre este promovarea limbii germane în contextul pluralismului lingvistic european: pe lângă cursuri de limbă și examene pentru toate nivelele organizăm și seminare și workshop-uri pentru formarea și perfecționarea cadrelor didactice în domeniile germana ca limbă străină și germana ca limbă maternă.
Goethe-Institut București a fost fondat în anul 1979. După 1989 au fost înființate treptat centrele culturale din Sibiu, Iași, Cluj-Napoca, Brașov și Timișoara, precum și Goethe-Zentrum Chișinău (2007). Goethe-Institut Rumänien a avut sediul în București pe Strada Henri Coandă nr. 22 și apoi pe Strada Tudor Arghezi 8-10. Din 2018 se află pe Calea Dorobanți 32.